# FIFA-Konföderationen-Pokal 1997
Der FIFA-Konföderationen-Pokal 1997 (englisch FIFA Confederations Cup 1997) war die erste Ausspielung eines interkontinentalen Fußball-Wettbewerbs für Nationalmannschaften unter diesem Namen und Obhut der FIFA, nach den beiden Vorläuferturniern 1992 und 1995 die dritte insgesamt und fand vom 12. bis zum 21. Dezember auch zum dritten Mal in Folge in Saudi-Arabien statt. Das Teilnehmerfeld wurde auf acht Mannschaften erhöht. Neben dem Gastgeber und den kontinentalen Fußballmeistern war auch der amtierende Weltmeister startberechtigt. Trotz des Verzichts von Europameister Deutschland waren wegen der Teilnahme von Vize-Europameister Tschechien damit erstmals alle sechs Fußball-Kontinente bei diesem Turnier vertreten.
Welt- und Südamerikameister Brasilien gewann das Turnier im Finale deutlich mit 6:0 gegen Ozeanienmeister Australien.
Bester Torschütze des Turniers wurde der Brasilianer Romário mit sieben Toren.

## Spielort
Alle Begegnungen des Wettbewerbs fanden in Riad, der Hauptstadt Saudi-Arabiens, im Rahmen von Doppelveranstaltungen im König-Fahd-Stadion statt.
| \| Riad \|                     |
| Spielort 1997 in Saudi-Arabien |
| Riad                           |

| Riad |

## Teilnehmer

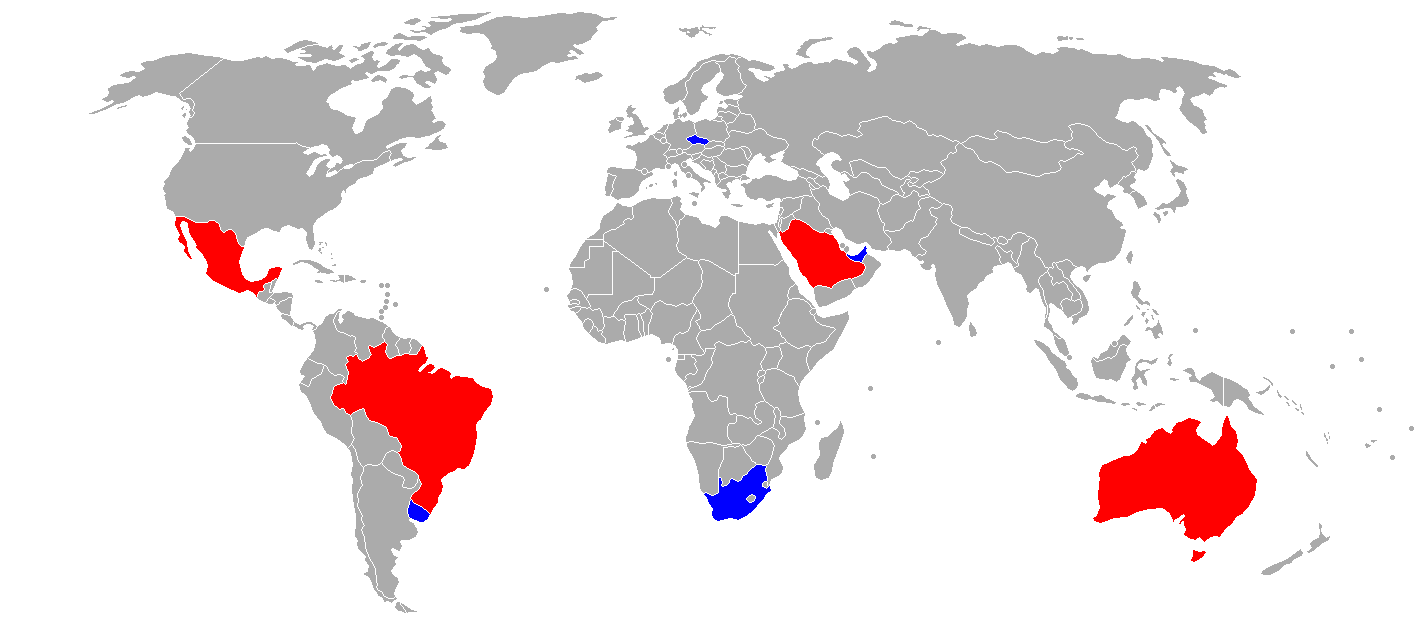
Die acht teilnehmenden Nationen (rot ist Gruppe A, blau Gruppe B)

Teilnehmer des FIFA-Konföderationen-Pokals 1997 waren alle Sieger der kontinentalen Verbandswettbewerbe sowie der amtierende Weltmeister und der Gastgeber. Qualifiziert waren
- Saudi-Arabien – Gastgeber
- Brasilien – Weltmeister 1994 (Brasilien war zudem Sieger der Copa América 1997)
- Tschechien – Zweiter der UEFA EURO 1996 (Europameister Deutschland verzichtete auf eine Teilnahme)
- Uruguay – Sieger der Copa América 1995
- Mexiko – Sieger des CONCACAF Gold Cup 1996
- Südafrika – Sieger des African Cup of Nations 1996
- Vereinigte Arabische Emirate – Zweiter des AFC Asien-Pokals 1996 (Sieger Saudi-Arabien war bereits als Gastgeber qualifiziert)
- Australien – Sieger des OFC-Nationen-Pokals 1996

## Gruppen
| Gruppe A      | Gruppe B                     |
| ------------- | ---------------------------- |
| Australien    | Tschechien                   |
| Brasilien     | Südafrika                    |
| Mexiko        | Vereinigte Arabische Emirate |
| Saudi-Arabien | Uruguay                      |

## Vorrunde

### Gruppe A
| Pl. | Land          | Sp. | S | U | N | Tore    | Diff. | Punkte |
| --- | ------------- | --- | - | - | - | ------- | ----- | ------ |
| 1.  | Brasilien     | 3   | 2 | 1 | 0 | 006:200 | +4    | 07     |
| 2.  | Australien    | 3   | 1 | 1 | 1 | 003:200 | +1    | 04     |
| 3.  | Mexiko        | 3   | 1 | 0 | 2 | 008:600 | +2    | 03     |
| 4.  | Saudi-Arabien | 3   | 1 | 0 | 2 | 001:800 | −7    | 03     |

|                           |   |            |           |
| 12. Dezember um 16:15 Uhr |   |            |           |
| Saudi-Arabien             | – | Brasilien  | 0:3 (0:0) |
| 12. Dezember um 19:00 Uhr |   |            |           |
| Mexiko                    | – | Australien | 1:3 (0:1) |
| 14. Dezember um 17:50 Uhr |   |            |           |
| Saudi-Arabien             | – | Mexiko     | 0:5 (0:1) |
| 14. Dezember um 20:00 Uhr |   |            |           |
| Australien                | – | Brasilien  | 0:0       |
| 16. Dezember um 17:50 Uhr |   |            |           |
| Saudi-Arabien             | – | Australien | 1:0 (1:0) |
| 16. Dezember um 20:00 Uhr |   |            |           |
| Brasilien                 | – | Mexiko     | 3:2 (1:0) |

### Gruppe B
| Pl. | Land       | Sp. | S | U | N | Tore    | Diff. | Punkte |
| --- | ---------- | --- | - | - | - | ------- | ----- | ------ |
| 1.  | Uruguay    | 3   | 3 | 0 | 0 | 008:400 | +4    | 09     |
| 2.  | Tschechien | 3   | 1 | 1 | 1 | 009:500 | +4    | 04     |
| 3.  | VAE        | 3   | 1 | 0 | 2 | 002:800 | −6    | 03     |
| 4.  | Südafrika  | 3   | 0 | 1 | 2 | 005:700 | −2    | 01     |

|                           |   |            |           |
| 13. Dezember um 17:50 Uhr |   |            |           |
| VAE                       | – | Uruguay    | 0:2 (0:1) |
| 13. Dezember um 20:00 Uhr |   |            |           |
| Südafrika                 | – | Tschechien | 2:2 (1:2) |
| 15. Dezember um 17:50 Uhr |   |            |           |
| VAE                       | – | Südafrika  | 1:0 (1:0) |
| 15. Dezember um 20:00 Uhr |   |            |           |
| Tschechien                | – | Uruguay    | 1:2 (0:1) |
| 17. Dezember um 17:50 Uhr |   |            |           |
| VAE                       | – | Tschechien | 1:6 (0:4) |
| 17. Dezember um 20:00 Uhr |   |            |           |
| Uruguay                   | – | Südafrika  | 4:3 (2:1) |

## Finalrunde

### Halbfinale
|                           |   |            |           |
| 19. Dezember um 15:15 Uhr |   |            |           |
| Brasilien                 | – | Tschechien | 2:0 (0:0) |
| 19. Dezember um 19:00 Uhr |   |            |           |
| Uruguay                   | – | Australien | 0:1 n. GG |

### Spiel um Platz 3
|                           |   |         |           |
| 21. Dezember um 17:50 Uhr |   |         |           |
| Tschechien                | – | Uruguay | 1:0 (0:0) |

### Finale
|                           |   |            |           |
| 21. Dezember um 21:00 Uhr |   |            |           |
| Brasilien                 | – | Australien | 6:0 (3:0) |

Das Finale fand vor 65.000 Zuschauern im König-Fahd-Stadion in Riad statt. Ronaldo und Romário erzielten je drei Tore für die brasilianische Fußballnationalmannschaft von Nationaltrainer Mário Zagallo. Australien hatte dem nichts entgegenzusetzen.

## Torschützenliste
| Rang | Spieler            | Tore |
| ---- | ------------------ | ---- |
| 1    | Romário            | 7    |
| 2    | Vladimír Šmicer    | 5    |
| 3    | Ronaldo            | 4    |
| 4    | Cuauhtémoc Blanco  | 3    |
| 5    | Francisco Palencia | 2    |
|      | Helman Mkhalele    | 2    |
|      | Pavel Nedvěd       | 2    |
|      | Darío Silva        | 2    |
|      | Nicolás Olivera    | 2    |
| 10   | John Aloisi        | 1    |
|      | Harry Kewell       | 1    |
|      | Damian Mori        | 1    |
|      | Mark Viduka        | 1    |
|      | Júnior Baiano      | 1    |
|      | César Sampaio      | 1    |
|      | Denílson           | 1    |

| Rang | Spieler              | Tore |
| ---- | -------------------- | ---- |
| 10   | Luis Hernández       | 1    |
|      | Braulio Luna         | 1    |
|      | Ramón Ramírez        | 1    |
|      | Mohammed al-Khilaiwi | 1    |
|      | Brendan Augustine    | 1    |
|      | Potter Ndlanya       | 1    |
|      | Lucas Radebe         | 1    |
|      | Horst Siegl          | 1    |
|      | Edvard Lasota        | 1    |
|      | Hassan Mubarak       | 1    |
|      | Adnan Al Talyani     | 1    |
|      | Christian Callejas   | 1    |
|      | Antonio Pacheco      | 1    |
|      | Álvaro Recoba        | 1    |
|      | Marcelo Zalayeta     | 1    |
|      | Mohamed Obaid        | ET   |

## Auszeichnungen
Goldener Ball
Der „Goldene Ball“ für den besten Spieler des Turniers ging an den Brasilianer Denílson, der „Silberne Ball“ an seinen Landsmann Romário und der „Bronzene Ball“ an den Tschechen Vladimír Šmicer.
Goldener Schuh
Den „Goldenen Schuh“ für den besten Torschützen erhielt mit Romário für seine sieben Turniertore ebenfalls ein Brasilianer, der „Silberne Schuh“ ging an den Tschechen Vladimír Šmicer und der „Bronzene Schuh“ mit Ronaldo wiederum an einen Brasilianer.
FIFA-Fair-Play-Trophäe
Der Fair-Play-Preis für sportlich korrektes Auftreten auf dem Rasen und außerhalb des Rasens ging gleichzeitig an die südafrikanische Fußballnationalmannschaft.